# BMW International Open 2014
Het BMW International Open is een golftoernooi van de Europese PGA Tour. Het wordt in 2014 gespeeld van 26-29 juni op de Golf Club Gut Lärchenhof bij Keulen, net als in 2012.
Het prijzengeld is € 2.000.000, waarvan de winnaar € 333.330 krijgt. Ernie Els komt zijn titel niet verdedigen. Martin Kaymer, die deze maand als eerste speler uit continentaal Europa het US Open op Pinehurst won, is nummer 11 op de wereldranglijst. 

## Verslag
De par van de baan is 72. Er doen 156 spelers mee.

Robert-Jan Derksen  heeft zich wegens een gebroken rib teruggetrokken.

### Ronde 1
Carlos Del Moral en Andreas Hartø sloegen als eersten om 7 uur af. Hartø speelde in 2013 dertig toernooien op de Europese Tour maar eindigde op nummer 119 van de Race To Dubai en verloor zijn tourkaart. Op de Tourschool eind 2013 werd hij 17de en in 2014 speelt hij dus weer op de Europese Tour. Hij heeft in de afgelopen tien toernooien nog niets verdiend, maar hier in Schotland stond hij na 14 holes met -5  even aan de leiding. Ze eindigden beiden op -4.

De grote publiekstrekker is de groep van Martin Kaymer, Marcel Siem en Nicolas Colsaerts, die samen om 7:40 uur afsloegen.

Aan het begin van de middagronde speelde Ross Fisher met Rafa Cabrera Bello en Danny Willett. Fisher bracht de twee leiders binnen, die beiden een foutloze ronde met acht birdies maakten.

### Ronde 2
De Spanjaarden doen het goed deze week. Cabrera Bello en Larrazábal delen de eerste plaats met Willett en Emiliano Grillo, en de 50-jarige Jiménez heeft tot nu toe een slag meer nodig gehad.  

### Ronde 3
Het weer werd slechter, wegens dreigend onweer werd het spel in de ochtend onderbroken, en de starttijden voor zondag werden vervroegd omdat er 's middags storm verwacht wordt.

Pablo Larrazábal bleef aan de leiding terwijl Cabrera Bello een plaatje afzakte en de 2de plaats deelde met zeven andere spelers, w.o. Richard Green, die een ronde van -10 maakte met acht birdies en een eagle. 

### Ronde 4
Het toernooi eindigde met een play-off met vier spelers voordat de storm opstak. Grégory Havret viel als eerste af toen de andere drie een birdie op hole 18 maakten. Daarna werd hole 17 gespeeld waar iedereen een birdie maakte. Op hole 18 viel vervolgens Cabrera Bella af. De laatste hole werd hole 17. Henrik Stenson sloeg zijn tweede slag in de bunker en Fabrizio Zanotti op de green. Na zijn derde slag gaf Stenson zich gewonnen. Na 180 toernooien behaalde Zanotti zijn eerste overwinning op de Europese Tour.
- Scores

| Naam               | R2D | OWGR | Score R1 | Score R1 | Nr  | Score R2 | Score R2 | Totaal | Nr  | Score R3 | Score R3 | Totaal | Nr  | Score R4 | Score R4 | Totaal | Nr  | Play-off | Play-off | Play-off | Play-off | Play-off | Play-off |
| ------------------ | --- | ---- | -------- | -------- | --- | -------- | -------- | ------ | --- | -------- | -------- | ------ | --- | -------- | -------- | ------ | --- | -------- | -------- | -------- | -------- | -------- | -------- |
| Fabrizio Zanotti   | 24  | 305  | 72       | par      | T   | 67       | -5       | -5     | T   | 65       | -7       | -12    | T   | 65       | -7       | -19    | T1  | par      | -1       | -1       | par      | w        | 1        |
| Henrik Stenson     | 5   | 2    | 68       | -4       | T19 | 68       | -4       | -8     | T19 | 66       | -6       | -14    | T2  | 67       | -5       | -19    | T1  | par      | -1       | -1       | par      | c        | T2       |
| Rafa Cabrera Bello | 32  | 88   | 64       | -8       | T1  | 68       | -4       | -12    | T1  | 70       | -2       | -14    | T2  | 67       | -5       | -19    | T1  | par      | -1       | -1       | c        | T2       |          |
| Grégory Havret     | 61  | 357  | 71       | -1       | T   | 65       | -7       | -8     | T19 | 67       | -5       | -13    | T11 | 66       | -6       | -19    | T1  | par      | c        | T2       |          |          |          |
| Pablo Larrazábal   | 18  | 61   | 69       | -3       | T34 | 63       | -9       | -12    | T1  | 67       | -5       | -17    | 1   | 72       | par      | -17    | T8  |          |          |          |          |          |          |
| Emiliano Grillo    | 49  | 167  | 66       | -6       | T3  | 66       | -6       | -12    | T1  | 70       | -2       | -14    | T2  | 69       | -3       | -17    | T8  |          |          |          |          |          |          |
| Danny Willett      | 43  | 114  | 64       | -8       | T1  | 68       | -4       | -12    | T1  | 71       | -1       | -13    | T10 | 68       | -4       | -17    | T8  |          |          |          |          |          |          |
| Richard Green      | 67  | 241  | 72       | par      | T   | 68       | -4       | -4     | T53 | 62       | -10      | -14    | T2  | 70       | -2       | -16    | T12 |          |          |          |          |          |          |
| Gary Stal          | 97  | 536  | 66       | -6       | T3  | 69       | -3       | -9     | T11 | 70       | -2       | -11    | T25 | 71       | -1       | -12    | T33 |          |          |          |          |          |          |
| Andy Sullivan      | 35  | 210  | 66       | -6       | T3  | 69       | -3       | -9     | T11 | 75       | +3       | -6     | T60 | 66       | -6       | -12    | T33 |          |          |          |          |          |          |
| Carlos Del Moral   | 98  | 556  | 68       | -4       | T19 | 68       | -4       | -8     | T19 | 66       | -6       | -14    | T2  | 74       | +2       | -12    | T33 |          |          |          |          |          |          |
| Graeme Storm       | 154 | 434  | 66       | -6       | T3  | 73       | +1       | -5     | T45 | 69       | -3       | -8     | T46 | 71       | -1       | -9     | T51 |          |          |          |          |          |          |
| Nacho Elvira       | 117 | 327  | 67       | -5       | T10 | 68       | -4       | -9     | T11 | 72       | par      | -9     | T37 | 77       | +5       | -5     | T66 |          |          |          |          |          |          |
| Andreas Hartø      | 59  | 159  | 68       | -4       | T19 | 66       | -6       | -10    | T5  | 77       | +5       | -5     | T63 | 73       | +1       | -4     | T66 |          |          |          |          |          |          |
| Alvaro Quiros      | 48  | 164  | 66       | -6       | T3  | 75       | +3       | -3     | MC  |          |          |        |     |          |          |        |     |          |          |          |          |          |          |
| Nicolas Colsaerts  | 90  | 134  | 69       | -3       | T30 | 72       | par      | -3     | MC  |          |          |        |     |          |          |        |     |          |          |          |          |          |          |
| Daan Huizing       | 126 | 225  | 71       | -1       | T65 | 72       | par      | -1     | MC  |          |          |        |     |          |          |        |     |          |          |          |          |          |          |
| Thomas Pieters     | 68  | 286  | 72       | par      | T85 | 74       | +2       | +2     | MC  |          |          |        |     |          |          |        |     |          |          |          |          |          |          |

| Leider |  | Toernooirecord |  | R2D = Race To Dubai |  | OWGR = wereldranglijst |  | MC = missed cut = cut gemist |  | c = conceded = gewonnen gegeven |  | w = winnaar |

## Spelers
| - Felipe Aguilar - Thomas Aiken - Fredrik Andersson Hed - Connor Arendell - Matthew Baldwin - Gaganjeet Bhullar - Lucas Bjerregaard - Th. Bjørn (2000, 2002) - Richard Bland - Kristoffer Broberg - Daniel Brooks - Rafa Cabrera Bello - François Calmels - Jorge Campillo - Alejandro Cañizares - Johan Carlsson - Magnus A. Carlsson - Paul Casey - George Coetzee - Nicolas Colsaerts - Marco Crespi - Jens Dantorp - Carlos Del Moral - Chris Doak - Jack Doherty - Jamie Donaldson - David Drysdale - Edouard Dubois - Victor Dubuisson - Simon Dyson - Nacho Elvira - Niclas Fasth - Darren Fichardt | - Ross Fisher - Tommy Fleetwood - Alastair Forsyth - Mark Foster - Sergio García - Adam Gee - Ricardo Gonzalez - Estanislao Goya - Branden Grace - Richard Green - Emiliano Grillo - Mathias Gronberg - Anders Hansen - JB Hansen - Soren Hansen - Andreas Hartø - Tyrrell Hatton - Grégory Havret - James Heath - David Higgins - Michael Hoey - David Howell (2005) - Daan Huizing - Mikko Ilonen - Daniel Im - Raphaël Jacquelin - Thongchai Jaidee - Scott Jamieson - Jin Jeong - Miguel Jiménez (2004) - Roope Kakko - Alexandre Kaleka - Shiv Kapur | - Robert Karlsson - Martin Kaymer (2008) - Simon Khan - Maximilian Kieffer - Sihwan Kim - Søren Kjeldsen - Jason Knutzon - Mikko Korhonen - Jbe' Kruger - Pablo Larrazábal (2011) - Paul Lawrie - Peter Lawrie - Craig Lee - Thomas Levet - Alexander Levy - Tom Lewis - José-Filipe Lima - Shane Lowry - Mikael Lundberg - David Lynn - Morten Ørum Madsen - Stuart Manley - Gareth Maybin - Paul McGinley - Damien McGrane - Jamie McLeary - Edoardo Molinari - Francesco Molinari - James Morrison - Matthew Nixon - Alex Norén - José María Olazábal - Wade Ormsby | - Adrian Otaegui - Brinson Paolini - John Parry - Andrea Pavan - Eddie Pepperell - Kevin Phelan - Thomas Pieters - Julien Quesne - Alvaro Quiros - Richie Ramsay - Victor Riu - Eduardo de la Riva - Robert Rock - Brett Rumford - Adrien Saddier - Ricardo Santos - Marcel Siem - Jeev Milkha Singh - Patrik Sjöland - Lee Slattery - Gary Stal - Henrik Stenson (2006) - Graeme Storm - Andy Sullivan - Simon Thornton - Peter Uihlein - Simon Wakefield - Sam Walker] - Anthony Wall - Justin Walters - Paul Waring - Marc Warren - Romain Wattel | - Peter Whiteford - Bernd Wiesberger - Danny Willett (2012) - Chris Wood - Fabrizio Zanotti Voormalige winnaars - David Horsey (2010) - Nick Dougherty (2009) - Niclas Fasth (2007) - John Daly (2001) Invitaties - Anirban Lahiri - Wen-yi Huang - Thorbjørn Olesen - Oliver Fisher - Richard Finch - Peter Hedblom - Johan Edfors - José Manuel Lara Duitse PGA - Alex Cejka - Anton Kirstein - Alexander Knappe - Max Kramer - Marcel Schneider - Max Glauert Amateurs - Maximilian Röhring - Dominic Foos WAGR 56 |

2010 · 2011 · 2012 · 2013 · 2014
 South African Open Championship ·
 Alfred Dunhill Championship ·
 Nedbank Golf Challenge ·
 Hong Kong Open ·
 Nelson Mandela Championship ·
 Volvo Golf Champions ·
 Abu Dhabi Golf Championship ·
 Commercialbank Qatar Masters ·
 Dubai Desert Classic ·
 Joburg Open ·
 Africa Open ·
 WGC-Accenture Match Play Championship ·
 Tshwane Open ·
 WGC-Cadillac Championship ·
 Trophée Hassan II ·
 EurAsia Cup ·
 NH Collection Open ·
 The Masters ·
 Maybank Malaysian Open ·
 Volvo China Open ·
 The Championship at Laguna National ·
 Madeira Islands Open ·
 Open de España ·
 BMW PGA Championship ·
 Nordea Masters ·
 Lyoness Open ·
 US Open ·
 Iers Open ·
 BMW International Open ·
 Open de France ·
 Scottish Open ·
 The Open Championship ·
 M2M Russian Open ·
 WGC-Bridgestone Invitational ·
 US PGA Championship ·
 Made in Denmark ·
 D+D Real Czech Masters ·
 Italiaans Open ·
 European Masters ·
 KLM Open ·
 Wales Open ·
 Ryder Cup ·
 Alfred Dunhill Links Championship ·
 Portugal Masters ·
 Volvo World Match Play Championship ·
 Perth International ·
 BMW Masters ·
 WGC-HSBC Champions ·
 Turks Open ·
 Dubai World Championship